# Willy Hugo Demmler
Wilhelm „Willy“ Hugo Demmler (* 14. März 1887 in Hamburg; † 17. November 1954 in Düsseldorf) war ein deutscher Porträt-, Genre-, Landschafts- und Stilllebenmaler der Düsseldorfer Schule.

## Leben

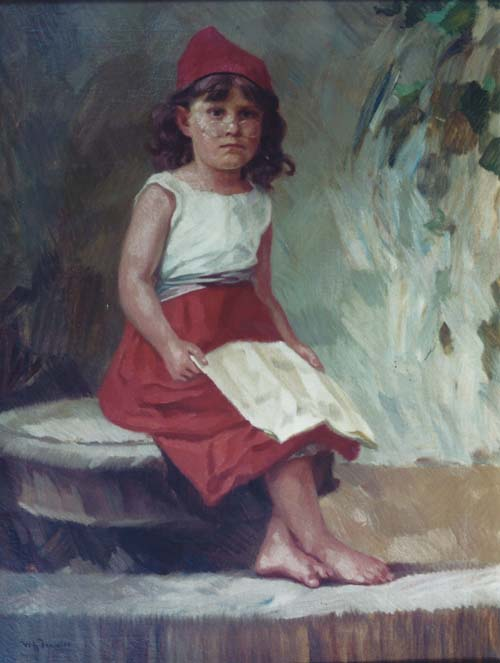
Sitzendes lesendes Mädchen (1887)

Demmler, Spross einer alten mecklenburgischen Familie, studierte Malerei an der Kunstakademie Düsseldorf. Bis 1907 war er in Güstrow ansässig, danach ließ er sich in Düsseldorf nieder, wo er 1914 die Landschaftsmalerin Paula Barthold heiratete. Von 1914 bis 1948 war er Mitglied im Verein der Düsseldorfer Künstler. 1928 beteiligte er sich an der Ausstellung „Deutsche Kunst“ im Kunstpalast Düsseldorf, 1935 ebenda an der „Weihnachts-Verkaufs-Ausstellung Düsseldorfer Künstler“. In den Jahren 1939 bis 1941 waren seine Bilder auf der „Herbstausstellung Düsseldorfer Künstler“ in der Kunsthalle Düsseldorf zu sehen, 1942  dort in der Ausstellung „Frühjahrsausstellung Düsseldorfer Künstler“.